# Campeonato Cearense 1993
In 1993 werd het 79ste Campeonato Cearense gespeeld voor clubs uit Braziliaanse staat Ceará. De competitie werd georganiseerd door de FCF en werd gespeeld van 6 februari tot 28 augustus. Er werden drie toernooien gespeeld, omdat Ceará deze alle drie won was er geen finale om de titel meer nodig.

## Eerste toernooi

### Eerste fase

#### Groep Capital
| Plaats | Club           | Wed. | W | G | V | Saldo | Ptn. |
| ------ | -------------- | ---- | - | - | - | ----- | ---- |
| 1.     | Ceará          | 5    | 3 | 1 | 1 | 15:6  | 7    |
| 2.     | Fortaleza      | 5    | 3 | 1 | 1 | 12:3  | 7    |
| 3.     | Ferroviário    | 5    | 3 | 1 | 1 | 9:13  | 7    |
| 4.     | Tiradentes     | 5    | 2 | 1 | 2 | 11:13 | 5    |
| 5.     | Calouros do Ar | 5    | 1 | 0 | 4 | 6:10  | 2    |
| 6.     | América        | 5    | 1 | 0 | 4 | 3:11  | 2    |

|  | Geplaatst voor tweede fase |
|  | Play-off voor tweede fase  |

#### Groep Interior
| Plaats | Club                | Wed. | W | G | V | Saldo | Ptn. |
| ------ | ------------------- | ---- | - | - | - | ----- | ---- |
| 1.     | Icasa               | 6    | 3 | 3 | 0 | 9:4   | 9    |
| 2.     | Guarany de Sobral   | 6    | 2 | 3 | 1 | 8:3   | 7    |
| 3.     | Guarani de Juazeiro | 6    | 2 | 2 | 2 | 14:8  | 6    |
| 4.     | Quixadá             | 6    | 1 | 0 | 5 | 4:20  | 2    |

|  | Geplaatst voor tweede fase |
|  | Play-off voor tweede fase  |

Play-off
|                   |            |       |                     |  |
| 17 maart Play-off | Tiradentes | 2 – 1 | Guarani de Juazeiro |  |
| 17 maart Play-off |            |       |                     |  |

### Tweede fase
Beide groepswinnaars uit de eerste fase krijgen één bonuspunt in de tweede fase.
| Plaats | Club              | Wed. | W | G | V | Saldo | Ptn. |
| ------ | ----------------- | ---- | - | - | - | ----- | ---- |
| 1.     | Ceará             | 5    | 4 | 0 | 1 | 11:7  | 9    |
| 2.     | Fortaleza         | 5    | 4 | 0 | 1 | 12:5  | 8    |
| 3.     | Tiradentes        | 5    | 2 | 2 | 1 | 7:5   | 6    |
| 4.     | Icasa             | 5    | 2 | 1 | 2 | 5:5   | 6    |
| 5.     | Guarany de Sobral | 5    | 0 | 2 | 3 | 1:7   | 2    |
| 6.     | Ferroviário       | 5    | 0 | 1 | 4 | 4:11  | 1    |

|  | finale eerste toernooi |

### Finale
In geval van gelijkspel wint de club met de beste notering in de groepsfase.
|                 |           |       |       |  |
| 25 april Finale | Fortaleza | 1 – 1 | Ceará |  |
| 25 april Finale |           |       |       |  |

## Tweede toernooi

### Eerste fase

#### Groep Capital
| Plaats | Club           | Wed. | W | G | V | Saldo | Ptn. |
| ------ | -------------- | ---- | - | - | - | ----- | ---- |
| 1.     | Ceará          | 5    | 4 | 1 | 0 | 11:1  | 9    |
| 2.     | Ferroviário    | 5    | 3 | 2 | 0 | 11:4  | 8    |
| 3.     | Fortaleza      | 5    | 3 | 0 | 2 | 10:10 | 6    |
| 4.     | Tiradentes     | 5    | 1 | 1 | 3 | 5:11  | 3    |
| 5.     | América        | 5    | 0 | 2 | 3 | 3:7   | 2    |
| 6.     | Calouros do Ar | 5    | 0 | 2 | 3 | 1:8   | 2    |

|  | Geplaatst voor tweede fase |
|  | Play-off voor tweede fase  |

#### Groep Interior
| Plaats | Club                | Wed. | W | G | V | Saldo | Ptn. |
| ------ | ------------------- | ---- | - | - | - | ----- | ---- |
| 1.     | Icasa               | 6    | 4 | 2 | 0 | 14:4  | 10   |
| 2.     | Quixadá             | 6    | 2 | 3 | 1 | 5:5   | 7    |
| 3.     | Guarani de Juazeiro | 6    | 1 | 3 | 2 | 7:8   | 5    |
| 4.     | Guarany de Sobral   | 6    | 1 | 0 | 5 | 3:12  | 2    |

|  | Geplaatst voor tweede fase |
|  | Play-off voor tweede fase  |

Play-off
|                 |            |       |                     |  |
| 30 mei Play-off | Tiradentes | 1 – 2 | Guarani de Juazeiro |  |
| 30 mei Play-off |            |       |                     |  |

### Tweede fase
Beide groepswinnaars uit de eerste fase krijgen één bonuspunt in de tweede fase.
| Plaats | Club                | Wed. | W | G | V | Saldo | Ptn. |
| ------ | ------------------- | ---- | - | - | - | ----- | ---- |
| 1.     | Ferroviário         | 5    | 3 | 2 | 0 | 8:3   | 8    |
| 2.     | Ceará               | 5    | 3 | 1 | 1 | 4:2   | 8    |
| 3.     | Icasa               | 5    | 2 | 3 | 0 | 6:3   | 8    |
| 4.     | Fortaleza           | 5    | 1 | 2 | 2 | 8:5   | 4    |
| 5.     | Quixadá             | 5    | 1 | 0 | 4 | 3:11  | 2    |
| 6.     | Guarani de Juazeiro | 5    | 0 | 2 | 3 | 3:8   | 2    |

|  | finale tweede toernooi |

### Finale
In geval van gelijkspel wint de club met de beste notering in de groepsfase.
|                |             |       |       |  |
| 27 juni Finale | Ferroviário | 0 – 1 | Ceará |  |
| 27 juni Finale |             |       |       |  |

## Derde toernooi

### Eerste fase

#### Groep Capital
| Plaats | Club           | Wed. | W | G | V | Saldo | Ptn. |
| ------ | -------------- | ---- | - | - | - | ----- | ---- |
| 1.     | Ceará          | 5    | 5 | 0 | 0 | 14:2  | 10   |
| 2.     | Fortaleza      | 5    | 4 | 0 | 1 | 12:9  | 8    |
| 3.     | Ferroviário    | 5    | 3 | 0 | 2 | 16:8  | 6    |
| 4.     | Tiradentes     | 5    | 2 | 0 | 3 | 4:11  | 4    |
| 5.     | Calouros do Ar | 5    | 1 | 0 | 4 | 3:11  | 2    |
| 6.     | América        | 5    | 0 | 0 | 5 | 0:8   | 0    |

|  | Geplaatst voor tweede fase |
|  | Play-off voor tweede fase  |

#### Groep Interior
| Plaats | Club                | Wed. | W | G | V | Saldo | Ptn. |
| ------ | ------------------- | ---- | - | - | - | ----- | ---- |
| 1.     | Guarani de Juazeiro | 6    | 3 | 1 | 2 | 10:7  | 7    |
| 2.     | Guarany de Sobral   | 6    | 2 | 3 | 1 | 5:4   | 7    |
| 3.     | Icasa               | 6    | 2 | 3 | 1 | 5:5   | 7    |
| 4.     | Quixadá             | 6    | 0 | 3 | 3 | 5:9   | 3    |

|  | Geplaatst voor tweede fase |
|  | Play-off voor tweede fase  |

Play-off
|                  |            |       |       |  |
| 28 juli Play-off | Tiradentes | 0 – 1 | Icasa |  |
| 28 juli Play-off |            |       |       |  |

### Tweede fase
| Plaats | Club                | Wed. | W | G | V | Saldo | Ptn. |
| ------ | ------------------- | ---- | - | - | - | ----- | ---- |
| 1.     | Ceará               | 5    | 4 | 1 | 0 | 8:2   | 9    |
| 2.     | Fortaleza           | 5    | 4 | 0 | 1 | 16:7  | 8    |
| 3.     | Guarani de Juazeiro | 5    | 2 | 1 | 2 | 7:5   | 5    |
| 4.     | Ferroviário         | 5    | 1 | 2 | 2 | 6:7   | 4    |
| 5.     | Guarany de Sobral   | 5    | 1 | 1 | 3 | 5:12  | 3    |
| 6.     | Icasa               | 5    | 0 | 1 | 4 | 4:13  | 1    |

|  | finale derde toernooi |

### Finale
In geval van gelijkspel wint de club met de beste notering in de groepsfase.
|                    |           |       |       |  |
| 28 augustus Finale | Fortaleza | 0 – 2 | Ceará |  |
| 28 augustus Finale |           |       |       |  |

### Kampioen
| Campeonato Cearense de 1993 |
| Ceará                       |
| --------------------------- |
| CEARÁ Kampioen (33° titel)  |